# Vachsj (rivier)
De Vachsj (Tadzjieks: Вахш; Vachsj, Kirgizisch: Кызылсуу; Kyzylsuu) is een van de beide bronrivieren van de Amu Darja, een van de grote rivieren van Centraal-Azië. De rivier is 786 km lang. De Kirgizische naam van de rivier, Kyzylsuu, betekent 'rode rivier'.
De rivier ontspringt in Kirgizië in de bergketen Transalai, stroomt via de Alaivallei naar het westen, doorkruist vervolgens in zuidwestelijke richting Tadzjikistan en verenigt zich op de Afghaanse grens met de Panj, de oostelijke (en aanzienlijk langere) bronrivier van de Amu Darja. Bij deze samenvloeiing bevindt zich het natuurreservaat Besjai Palangon (Tigrovaya Balka), sinds 2023 erkend als UNESCO-werelderfgoed.
In de Vachsj bevindt zich de hoogste stuwdam ter wereld: de Norekdam. Deze 300 meter hoge dam werd tussen 1961 en 1980 gebouwd, ten tijde van de Sovjet-Unie.
De wateraanvoer kent een duidelijk seizoenspatroon. Het is een gletsjerrivier en in de lente en zomer, wanneer veel sneeuw smelt, neemt het debiet scherp toe. Op het hoogtepunt is het debiet, gemeten bij de Norekdam, zo’n 2.000m³/s. Na de zomer neemt het sterk af en blijft voor de rest van het jaar op een laag niveau. In februari is de afvoer veelal het laagst met zo’n 60m³/s. De gemiddelde hoeveelheid water wat jaarlijks door de rivier stroomt is zo’n 20 km³.
- Gemeinsame Normdatei: 4127062-9
- Virtual International Authority File: 241491855